# زواجي من نفسي
زواجي من نفسي بالإنجليزية I Me Wed فيلم أمريكي انتج سنة 2007.

## قصة الفيلم
إيزابيل شابة في الثلاثين، تعيش حياة مستقرة، فعملها ناجح ولديها أصدقاء أوفياء، وتسكن في شقةٍ اختارتها بعناية، لكنها تشعر بعدم جدوى الزواج؛ لأنها لم تجد الرجل المناسب؛ مما يضعها تحت ضغط مستمر من قبل صديقتها وأمها لإجبارها على الزواج.
يفاجأ الجميع بدعوات زفاف من إيزابيل تدعوهم فيها على زواجها من نفسها، وهو الحدث الذي تحول خلال أيام إلى حدث عالمي تتهافت على تغطيته وسائل الإعلام، بينما اعتبرته المنظمات النسوية حدث الألفية.
مع كل هذا الزخم الذي يدعم إيزابيل لمواصلة مشوارها الذي بدأته، يميل قلبها إلى كولين الذي التقته مؤخرا. فهل تتخلى إيزابيل عن مراسم الاحتفال العالمي مقابل الرجل الذي طالما انتظرته؟

## نجوم الفيلم
- إيريكا دورانس
- كارا بيفكو

## روابط خارجية
- زواجي من نفسي على موقع IMDb (الإنجليزية)
- زواجي من نفسي على موقع روتن توميتوز (الإنجليزية)
- زواجي من نفسي على موقع نتفليكس (الإنجليزية)
- زواجي من نفسي على موقع ألو سيني (الفرنسية)
- زواجي من نفسي على موقع فيلمافينيتي (الإسبانية)
- زواجي من نفسي على موقع قاعدة بيانات الفيلم (الإنجليزية)
- زواجي من نفسي على موقع ليتربوكسد (الإنجليزية)
- زواجي من نفسي على موقع كينوبويسك (الروسية)